# Municipio de Elk (condado de Noble)
El municipio de Elk (en inglés: Elk Township) es un municipio ubicado en el condado de Noble en el estado estadounidense de Ohio. En el año 2010 tenía una población de 333 habitantes y una densidad poblacional de 4,41 personas por km².

## Geografía
El municipio de Elk se encuentra ubicado en las coordenadas 39°39′4″N 81°19′13″O / 39.65111, -81.32028. Según la Oficina del Censo de los Estados Unidos, el municipio tiene una superficie total de 75.43 km², de la cual 75,08 km² corresponden a tierra firme y (0,45 %) 0,34 km² es agua.

## Demografía
Según el censo de 2010, había 333 personas residiendo en el municipio de Elk. La densidad de población era de 4,41 hab./km². De los 333 habitantes, el municipio de Elk estaba compuesto por el 97,9 % blancos, el 0,3 % eran amerindios, el 0,3 % eran de otras razas y el 1,5 % eran de una mezcla de razas. Del total de la población el 0 % eran hispanos o latinos de cualquier raza.